# Gut Waghorst

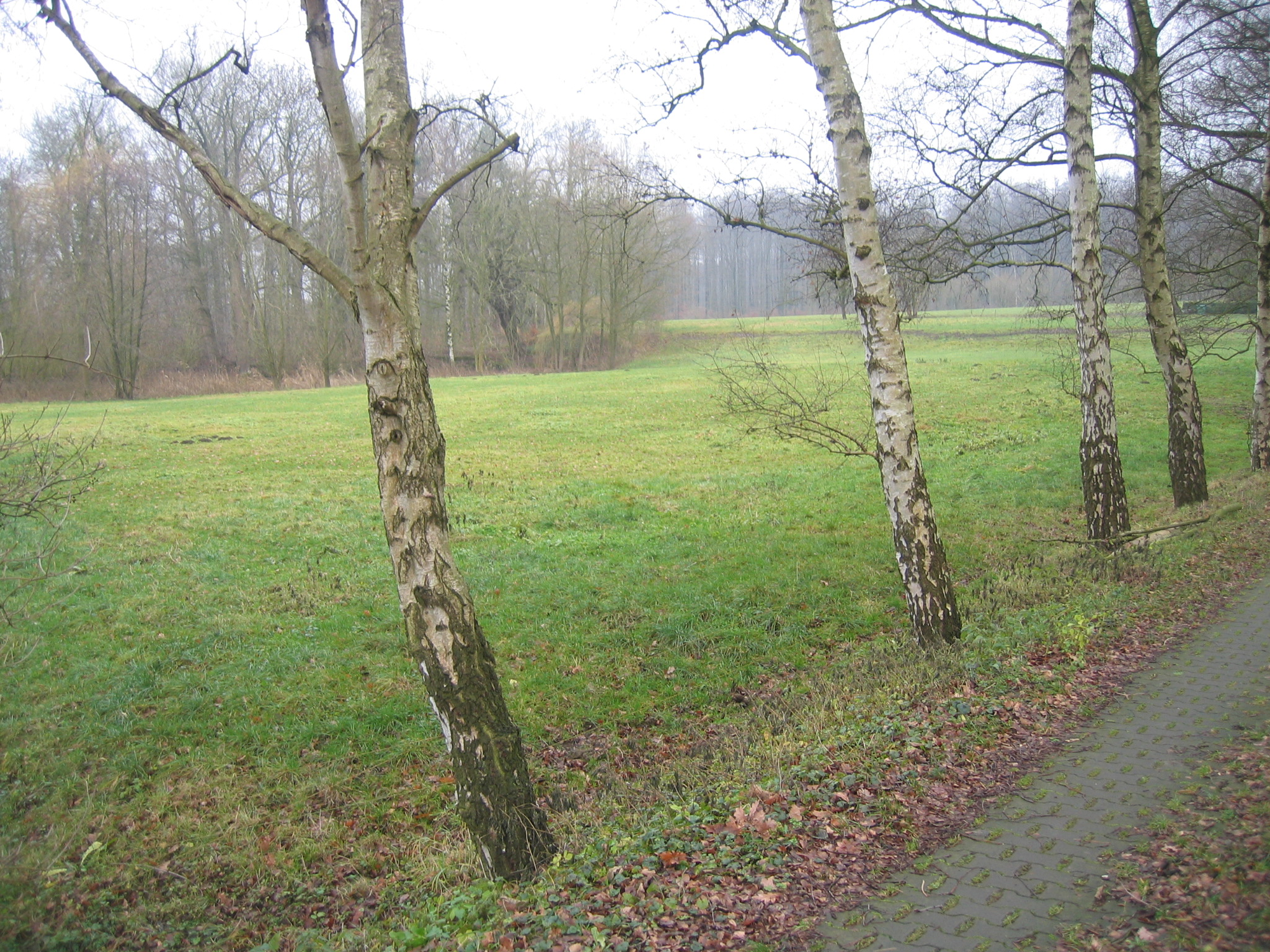
Hier stand einst das Gut Waghorst. Auch der hier angelegte Mühlenteich ist bis auf Reste fast völlig verschwunden

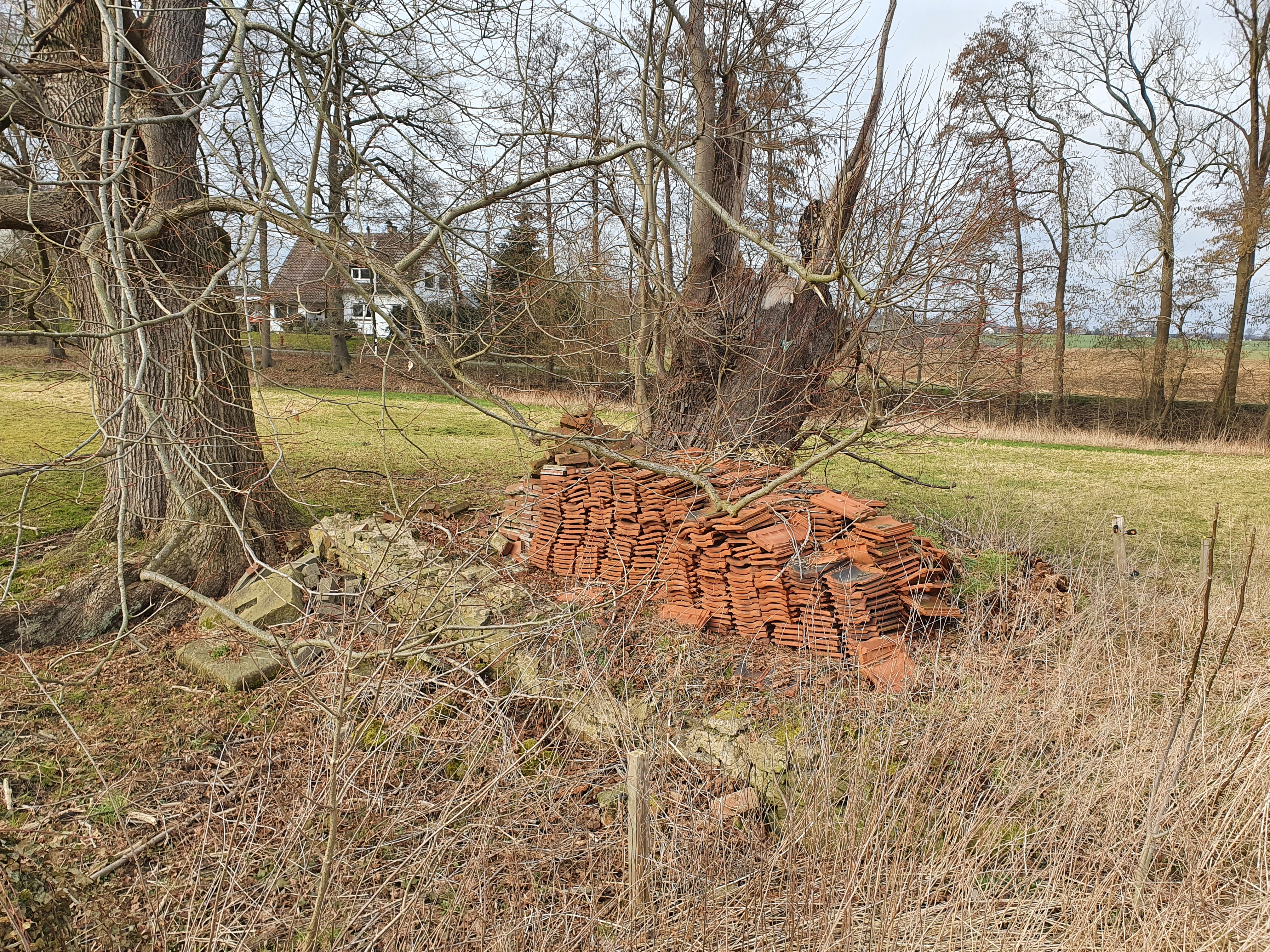
Reste der Brücke über die zugeschüttete Gräfte

Das Gut Waghorst war ein Rittergut in Rödinghausen-Bieren im ostwestfälischen Kreis Herford. Das Gut war neben Haus Kilver und dem rund ein Kilometer südlich und ebenfalls am Dornmühlenbach gelegenen Gut Böckel einer der drei Herrensitze in der heutigen Gemeinde Rödinghausen.

## Geschichte
Das Gut Waghorst wurde 1349 erstmals erwähnt. Gut Waghorst wurde 1395 durch Omer Vincke, Besitzer von Haus Kilver, an Segewin von dem Bussche verkauft. Der Herr auf Gut Waghorst blieb fast 150 Jahre die Familie von dem Bussche. Die Familie hatte das Patronatsrecht, das Vorschlagsrecht zur Besetzung der Pfarrstelle, an der Bartholomäuskirche und finanzierte teilweise auch deren Ausbau. Mitglieder der Familie sind in der Kirche begraben. 1521 fiel das Gut als Erbschaft an die von Korff, die auch Güter bei Lübbecke (ein Gut in Halstenbek, Gut Renkhausen und ein Burgmannsgut in Lübbecke) besaßen. Auf Gut Waghorst wurde daher auch der preußische Landrat Ernst Wilhelm Georg Heinrich von Korff zu Waghorst 1792 geboren. Das Gut geriet in wirtschaftliche Schieflage und wurde 1825 sequestriert und 1826 von diesem an Friedrich von der Leye veräußert.
Von 1888 bis 1907 war das Gut unter Ehrenamtmann Meier Sitz des Amtes Rödinghausen. Meier pachtete das Gut, bis in Rödinghausen ein neues Amtshaus errichtet wurde. 1927 übernahm die Schriftstellerin Hertha Koenig die Verwaltung von Waghorst und des benachbarten Gutes Böckel. Beide Güter zusammen hatten eine Fläche von über 500 Hektar und waren damit die größten Anwesen im Landkreis Herford. In den 1960ern wurde das Gut abgerissen. Heute erinnert nur noch die Flurbezeichnung Waghorst und die Reste einer alten Brücke an der Einfahrt an das ehemalige Gut.